# Élection présidentielle surinamaise de 2020
L’élection présidentielle surinamaise de 2020 a lieu le 13 juillet 2020 afin d'élire au scrutin indirect le président de la République du Suriname. Ce scrutin suit de quelques mois les élections législatives de mai qui ont produit une alternance, le Parti national démocratique du président Bouterse essuyant un fort recul au profit de plusieurs partis d'opposition dont le Parti de la réforme progressiste, arrivé en tête. Le dirigeant de ce dernier Chan Santokhi, jugé favori, accède à la présidence par acclamation, en l'absence d'autres candidatures.

## Contexte

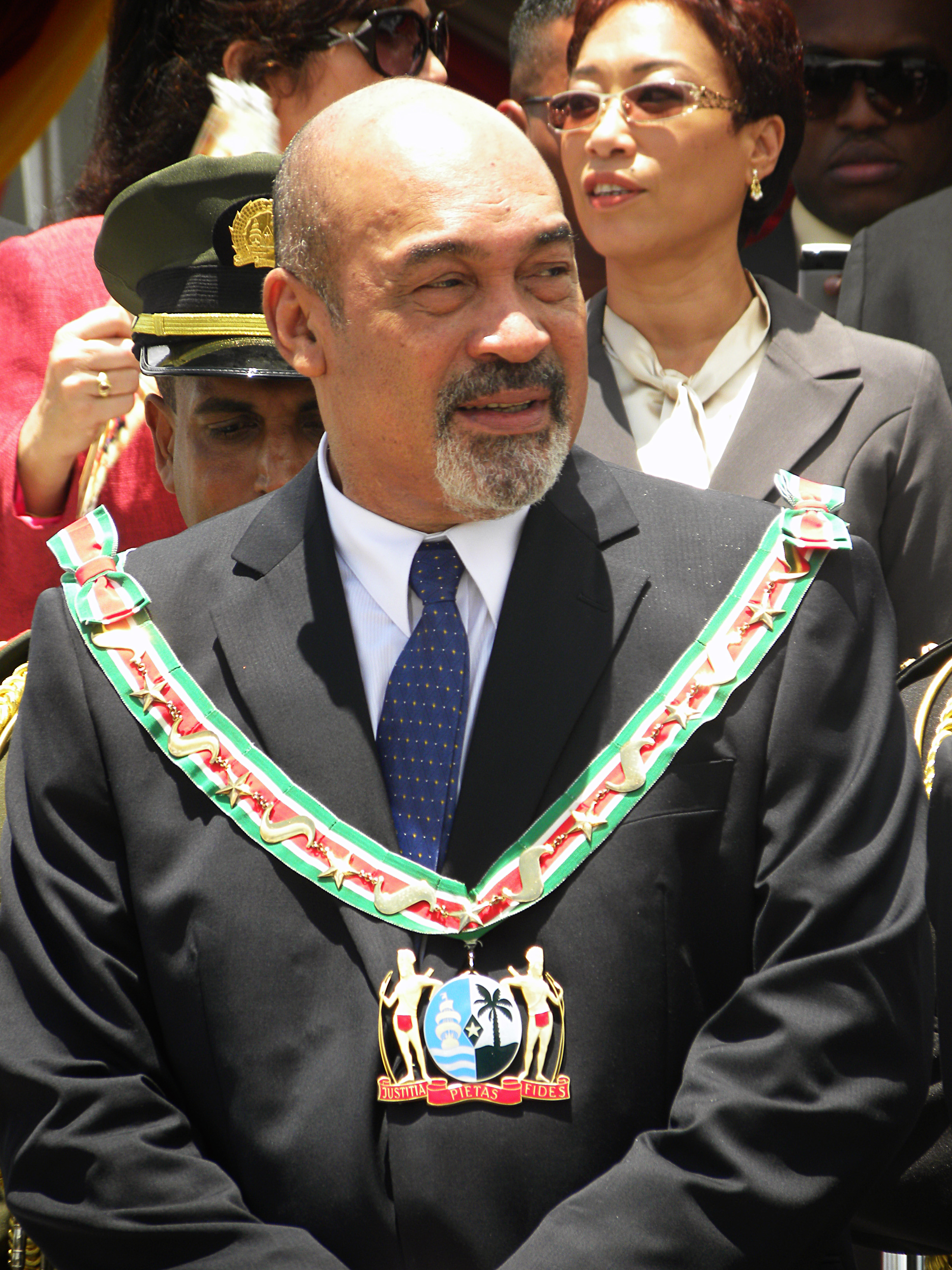
Desi Bouterse

Le président sortant, Desi Bouterse, est réélu le 14 juillet 2015 pour un second mandat, fort de la victoire de sa formation, le Parti national démocratique, au législatives de mai 2015. Président du Conseil national militaire en 1980 et 1982 à la suite d'un coup d'État, Bouterse est cependant rattrapé par son passé avant la fin de son mandat. Le 29 novembre 2019, tandis qu'il se trouve en voyage officiel en Chine, le président est condamné par un tribunal militaire surinamais à 20 ans de prison pour les massacres de décembre 1982 au cours desquels sont assassinés 15 opposants politiques au fort Zeelandia. Six autres anciens officiers de l’armée du Suriname sont également  condamnés, dont un ancien consul du Suriname en Guyane,. Bénéficiant de l'immunité présidentielle, Bouterse rentre au pays et se maintient en poste, au minimum jusqu'à la fin de son mandat. Le 2 décembre, il se déclare candidat à sa réélection, son avenir judiciaire dépendant désormais entièrement d'une victoire de son parti aux législatives.

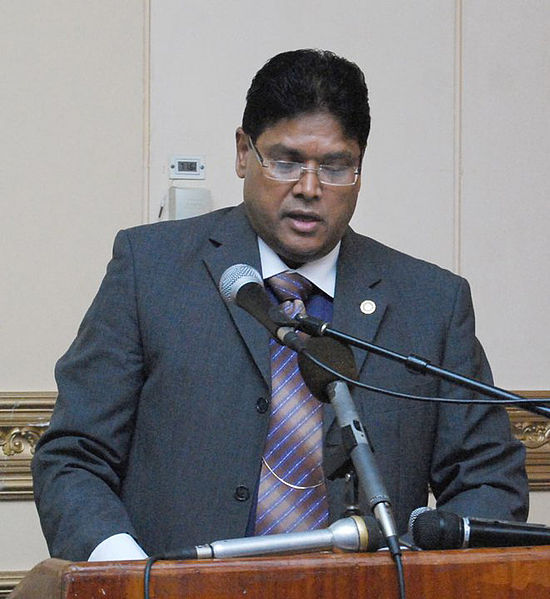
Chan Santokhi.

Les législatives de mai 2020 voient en revanche la victoire de plusieurs formations d'opposition qui réunissent la majorité absolue des sièges à l'Assemblée nationale et forment un gouvernement de coalition. Le Parti de la réforme progressiste (VHP) arrive notamment en tête, doublant son nombre de sièges par rapport au scrutin précédent pour atteindre son meilleur résultat électoral depuis 1973. Le Parti général de la libération et du développement (ABOP), également dans l'opposition, obtient huit sièges, soit son meilleur résultat depuis sa création en 1990.
Arrivé en deuxième place à la suite d'un recul de près de la moitié de sa part des voix, le Parti national démocratique (NDP) subit quant à lui une importante défaite en perdant sa majorité absolue des sièges. Cette défaite, en large partie attribuée à sa mauvaise politique économique, rend peu probable une réélection de Bouterse, dont l'immunité dépend de sa réélection. Son allié, le parti Fraternité et unité en politique (BEP), reste quant à lui stable avec deux sièges.
Le Parti de la réforme progressiste et le parti général de la libération et du développement (ABOP)— arrivé troisième — annoncent le 28 mai l'ouverture de négociations en vue de la formation d'un gouvernement de coalition, auquel la participation du Parti national du Surinam (NPS) est également jugée probable. Deux jours plus tard, une coalition quadripartite réunissant ces trois partis ainsi que le Pertjajah Luhur (PL, littéralement « Empire glorieux ») est annoncée avec le dirigeant du VHP Chan Santokhi pour candidat à la présidence de la République, et celui de l'ABOP Ronnie Brunswijk pour la présidence de l'Assemblée nationale, les autres partis devant obtenir des positions au sein du gouvernement et de l'administration. Bien que disposant d'une large majorité à l'Assemblée, les membres de la coalition ne réunissent cependant à eux quatre que 33 sièges sur 51, soit un siège de moins que la majorité des deux tiers nécessaire à l'élection présidentielle,.

## Mode de scrutin
Le Suriname fait partie des rares pays possédant un régime parlementaire doté d'un chef de l’exécutif fort à la fois chef de l’État et du gouvernement mais élu au scrutin indirect par le parlement pour un mandat concomitant au sien. À la suite de chaque élection législative, l'Assemblée nationale élit le président de la République à la majorité qualifiée des deux tiers. Les candidats doivent être âgés d'au moins trente ans, avoir la nationalité et avoir résidé au Suriname les six dernières années. Si aucun d'entre eux ne réunit le nombre requis de voix après deux tours de scrutin, l'Assemblée ainsi que les Conseils des 10 districts et des 63 municipalités du pays se réunissent en Assemblée populaire unie (Verenigde Volksvergadering) pour élire un candidat à la majorité relative,.

## Organisation
Initialement prévue pour le 12 juin 2020, la présidentielle est décalée par la crise post-électorale. La nouvelle assemblée ne se réunit ainsi que le 29 juin.
Lors de cette première session, le dirigeant d'ABOP, Ronnie Brunswijk, est élu sans opposition à la présidence de la chambre, tandis que Dew Sharman, membre du VHP, en obtient la vice présidence. L'élection présidentielle est alors attendue dans les jours qui suivent lorsque le dirigeant du PL, Paul Somohardjo, est diagnostiqué porteur du SARS-CoV-2, entrainant une campagne de dépistage chez les membres de l'assemblée qui aboutit au diagnostic positif du président de l'assemblée ainsi que de Gregory Rusland, chef du NPS,. Ces évènements entrainent le report de la présidentielle au 13 juillet,
Les candidatures sont ouvertes du 7 au 8 juillet. Les 33 députés de la coalition gouvernementale choisissent à l'unanimité Chan Santokhi pour candidat à la présidence, et Ronnie Brunswijk pour celui à la vice-présidence. La majorité sortante renonce quant à elle a proposer un candidat, laissant les candidatures de Santokhi et Brunswijk sans oppositions.

## Résultats
Chan Santokhi et Ronnie Brunswijk sont par conséquent élus à la présidence et à la vice-présidence de la République le 13 juillet par acclamation, avant de recevoir les félicitations de Desi Bouterse selon lequel « le peuple a parlé ».
La cérémonie d'investiture est organisée trois jours plus tard sur la place Onafhankelijkheidsplein de la capitale Paramaribo en l'absence de public, en raison de la pandémie de coronavirus.